# Thomasomys silvestris
Thomasomys silvestris är en däggdjursart som beskrevs av Anthony 1924. Thomasomys silvestris ingår i släktet paramoråttor, och familjen hamsterartade gnagare. IUCN kategoriserar arten globalt som livskraftig. Inga underarter finns listade i Catalogue of Life.
Arten förekommer i Anderna i Ecuador. Den är aktiv på natten och går främst på marken.